# L'Académie de Platon (mosaïque)
Pour les articles homonymes, voir Académie de Platon (homonymie).
L'Académie de Platon (ou Platon conversant avec ses disciples) est une célèbre mosaïque romaine du Ier siècle conservée au Musée archéologique national de Naples.

## Description
La mosaïque est entourée d'un feston de feuilles et de fruits dans lequel s'incrustent par intervalles des masques comiques. Le thème en est Platon en train de converser avec ses disciples qui l'entourent. La scène en elle-même montre sept personnages portant élégamment le costume typique des penseurs grecs de l'époque classique. Les philosophes sont tous vêtus d'un manteau qui laisse leur bras gauche découvert, à l'exception du personnage le plus en retrait, lequel est peut-être un simple visiteur de l'Académie. Deux d'entre eux sont debout; les autres sont assis sur un banc en pierre. Dans le troisième personnage en partant de la gauche, on pense reconnaître Platon tenant dans sa main un bâton et dessinant des figures géométriques sur le sol. Au fond on distingue une vue de l'Acropole d'Athènes.

## Analyse
Le choix du thème de cette mosaïque révèle le niveau culturel élevé de ses commanditaires.L'environnement social de l'entourage de Platon apparaît ici représenté sous une forme idéalisée de débat intellectuel récréatif, joué par les protagonistes du Banquet.